# Corríos
Los corríos son uno de los palos flamencos más antiguos.
Su origen está en los romances castellanos de origen medieval, y adoptan su nombre cuando son asimilados por los gitanos bajo-andaluces en el siglo XVIII. Más tarde, cuando comienzan a desarrollarse creaciones personales de distintos cantaores, los corríos darán lugar a la toná flamenca, transformando su contenido y sonido, y convirtiéndose en la matriz de todos los cantes de origen gitano-jerezano, especialmente de la saeta y del martinete.